# Aréna Saint-Michel
Die Aréna Saint-Michel ist eine Eissporthalle in der kanadischen Stadt Montreal, Provinz Québec.
Anlässlich der Olympischen Sommerspiele 1976 in Montreal erhielt die Aréna Saint-Michel im September 1975 eine Klimaanlage. Im Jahr darauf wurde die Eisfläche der 1968 erbauten Halle mit einem Boden überdeckt, damit dort die Wettkämpfe im Gewichtheben ausgetragen werden konnten. Dabei wurde die Eisfläche in einen Aufwärm- und einen Wettkampfbereich aufgeteilt. Zusätzlich wurde die Kapazität durch eine temporäre Tribüne von 2000 auf 2700 Sitzplätze erhöht.
Heute ist die Eishalle für die Öffentlichkeit zum Eislaufen zugänglich.